# العلاقات البالاوية الكوبية
العلاقات البالاوية الكوبية هي العلاقات الثنائية التي تجمع بين بالاو وكوبا.

## مقارنة بين البلدين
هذه مقارنة عامة ومرجعية للدولتين:
| وجه المقارنة                                              | بالاو                         | كوبا                              |
| --------------------------------------------------------- | ----------------------------- | --------------------------------- |
| المساحة (كم2)                                             | 465                           | 109.88 ألف                        |
| عدد السكان (نسمة)                                         | 21.73 ألف                     | 11.48 مليون                       |
| الكثافة السكانية (ن./كم²)                                 | 4.67 ألف                      | 104.48                            |
| العاصمة                                                   | نغيرولمود، كورور              | هافانا                            |
| اللغة الرسمية                                             | لغة إنجليزية، اللغة البالاوية | اللغة الإسبانية                   |
| العملة                                                    | دولار أمريكي                  | بيزو كوبي، بيزو كوبي قابل للتحويل |
| الناتج المحلي الإجمالي (بليون دولار)                      | 291.54 مليون                  | 87.13 مليار                       |
| الناتج المحلي الإجمالي (تعادل القوة الشرائية) بليون دولار | 326.12 مليون                  |                                   |
| الناتج المحلي الإجمالي الاسمي للفرد دولار أمريكي          | 13.50 ألف                     |                                   |
| الناتج المحلي الإجمالي للفرد دولار أمريكي                 | 14.76 ألف                     |                                   |
| مؤشر التنمية البشرية                                      | 0.780                         | 0.769                             |
| رمز المكالمات الدولي                                      | +680                          | +53                               |
| رمز الإنترنت                                              | .pw                           | .cu                               |
| المنطقة الزمنية                                           | ت ع م+09:00                   | 00                                |

## منظمات دولية مشتركة
يشترك البلدان في عضوية مجموعة من المنظمات الدولية، منها:
| علم المنظمة | اسم المنظمة                                 | تاريخ انضمام بالاو | تاريخ انضمام كوبا |
| ----------- | ------------------------------------------- | ------------------ | ----------------- |
|             | مجموعة دول أفريقيا والكاريبي والمحيط الهادئ | ?                  | ?                 |
|             | الأمم المتحدة                               | 15 ديسمبر 1994     | 24 أكتوبر 1945    |
|             | منظمة حظر الأسلحة الكيميائية                | ?                  | ?                 |
|             | تحالف الدول الجزرية الصغيرة                 | ?                  | ?                 |
|             | يونسكو                                      | 20 سبتمبر 1999     | 29 أغسطس 1947     |

## وصلات خارجية
- موقع وزارة الخارجية الكوبية